# Пуйе
Скальные жилища Пуйе — руины заброшенного пуэбло. Находятся в каньоне Санта-Клара, на территории современного Санта-Клара-Пуэбло близ Санта-Фе в штате Нью-Мексико (США). Памятник причислен к Национальным историческим памятникам в 1966 году.
На языке тева слово Puye означает «руины (в местах обитания) кроликов».

## История
Жилища существовали в период с XII века по 1577 год, когда засуха вынудила 1500 поселенцев переселиться в регион Рио-Гранде. Согласно устной традиции, потомками жителей Пуйе являются современные жители Санта-Клара-Пуэбло, расположенного в 16 км к востоку.
В скале на высоте 60 метров вырублено около 740 помещений. Скала состоит из относительно мягкой породы (вулканический туф), который можно было рубить даже деревянными орудиями. Помимо вырубленных помещений, судя по остаткам фундаментов, в основании скалы имелись другие дома, сооружённые из отвала скалистого камня. Предполагается, что эти дома росли постепенно и со временем стали многоэтажными, а пещеры в скалах служили всего лишь запасными помещениями данных домов.
На поверхности скалы, наряду с пещерными жилищами, были вырублены ряды отверстий для свай. Эти сваи служили опорой для балок крыш, а также, возможно, местами креплений деревянных лестниц, ведущих в скальные жилища. Также обнаружено около десятка тропинок с выбитыми «ступенями», или скорее отверстиями для пальцев рук и ног (так называемые «следы Моки»), ведущих на вершину скалы. Многие из тропинок ведут в крупный «общинный дом» на вершине скалы, частично реконструированный к настоящему времени.

## Современная история
Скальные жилища Пуйе причислены к Национальным историческим памятникам в 1966 году под названием «Руины Пуйе» (англ. Puye Ruins).
В 2000 году плановое выжигание деревьев на территории национального памятника Бандельер вышло из-под контроля, в результате чего разгорелся пожар, известный как пожар Серро-Гранде, охвативший территорию 190 км2, уничтоживший около 250 домов в городе Лос-Аламос и опустошивший каньон Санта-Клара. В 2009 году руины вновь открыты для посещения.

## Галерея

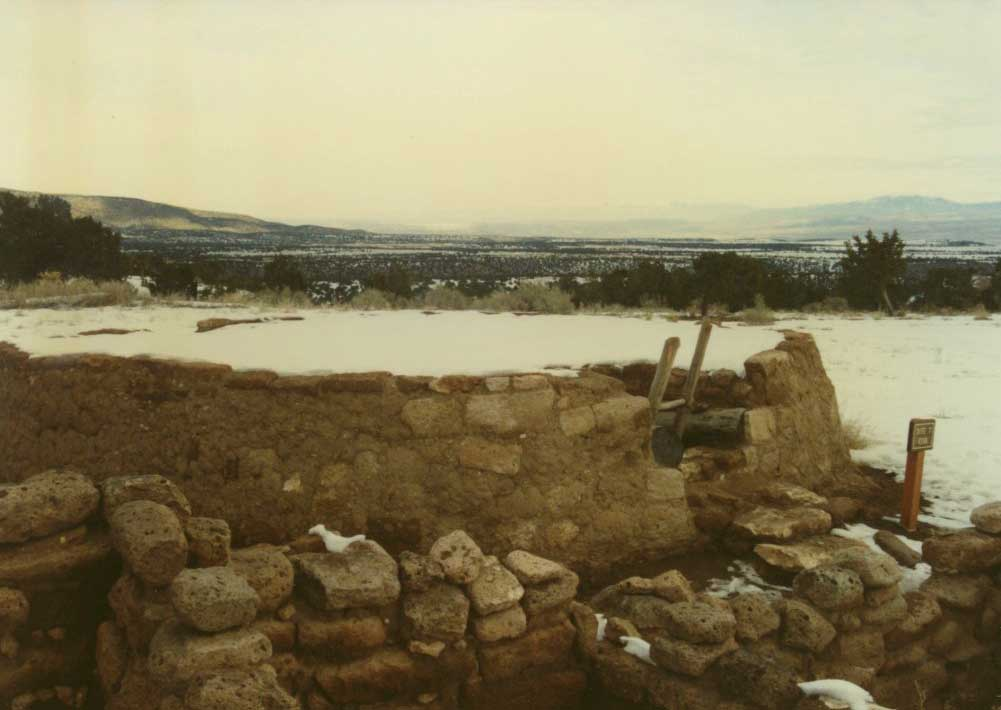
Кива и руины на вершине
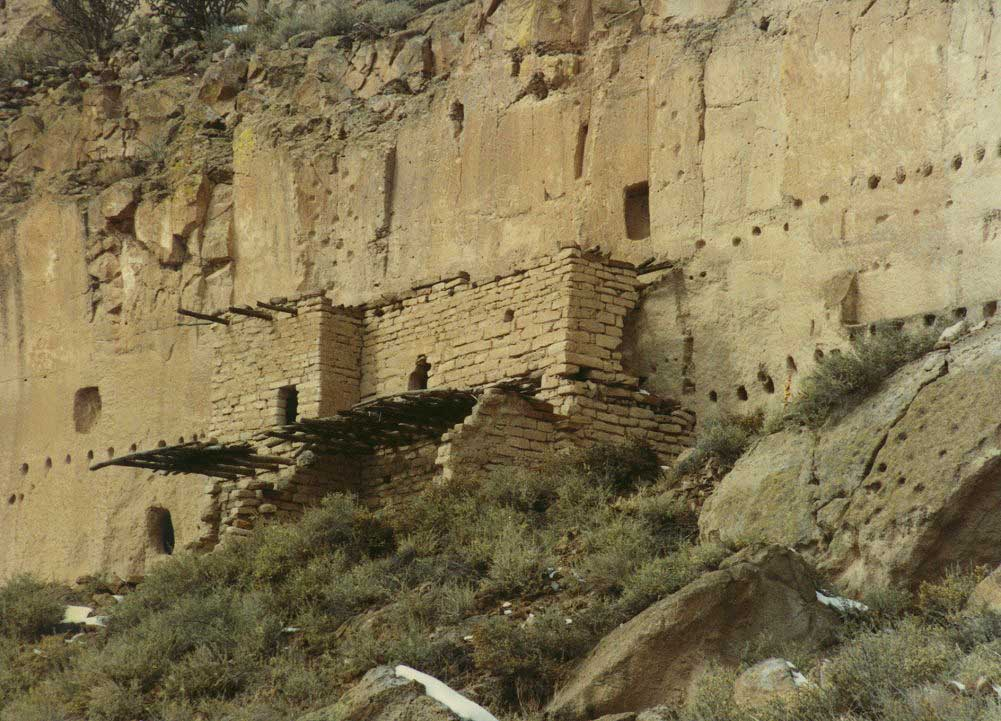
Скальные жилища
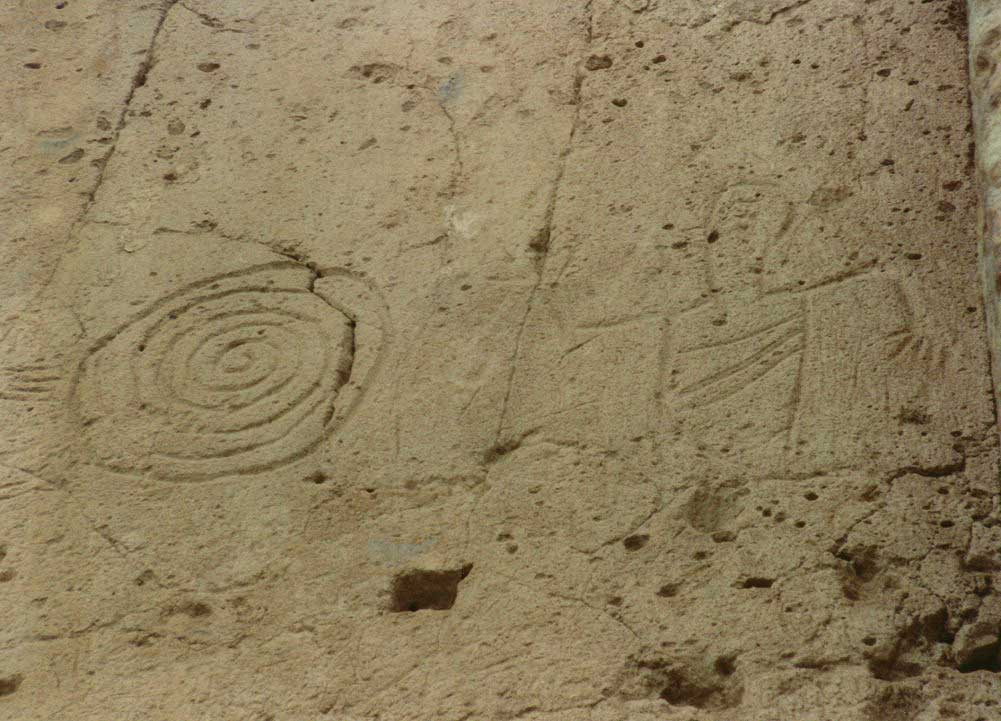
Петроглифы
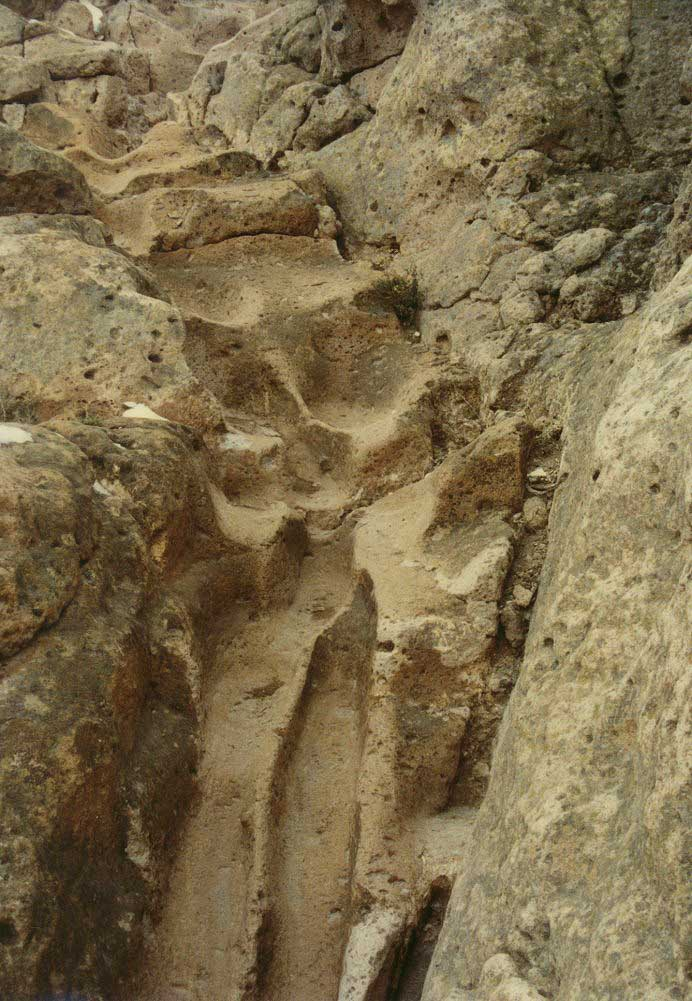
Ступени